# 集会厅
集会厅（Assembly Rooms）是苏格兰爱丁堡中心的的会议厅。它最初只是一个社交聚会场所，现在也用作艺术和公共活动场地，包括爱丁堡国际艺穗节和霍格莫內庆祝活动。有四个房间，桌椅可移动，全年使用，并可用于私人功能：音乐厅，舞厅，晚餐室和爱丁堡套房。
2012年改建后，总会议空间面积4,600 m2（50,000 sq ft）. 该建筑列为A类登录建筑加以保护“18世纪末公共建筑的杰出典范，继续原有用途’。

## 历史
集会厅于1787年1月11日开放， 耗资6,000英镑，由市议会捐赠，坐落在爱丁堡新城中心的乔治街。
集会厅由约翰·亨德森设计，他在1781年赢得了设计竞赛。最初的设计经过三次修订，最终于1783年开始建设。 亨德森在建成后不久就去世。
1822年8月，国王乔治四世访问爱丁堡时，在集会厅举行了舞会。 
这座建筑在十九世纪被扩建了几次。在1818年，在集会厅开幕22年后，建筑师威廉·伯恩增加了门廊。 伯恩和他的伙伴David Bryce在1843年又设计了音乐厅。
最后，在1907年，新的侧翼完成，是由罗伯特·罗德·安德森和Balfour保罗设计。 它包括一个新的晚餐室，厨房也搬到新建的东翼。

## 翻新
2011年，开始一个930万英镑的翻新项目，使现代化的空间保留集会厅的原始特征。该项目的资金来自爱丁堡理事会（Edinburgh Council），额外捐款则来自Heritage Lottery Fund、苏格兰文物局、苏格兰政府和创意苏格兰（Creative Scotland）。翻新由LDN建筑师管理，而建筑由Balfour Beatty管理。

## 现状
爱丁堡的集会厅是一个多功能活动场所，定期举办会议，晚宴，表演，展览和婚礼。场地有两个主要的活动场所：舞厅和音乐厅，另有九间客厅。集会厅装饰有水晶吊灯，金叶和镀金镜，同时也结合了现代技术。
| 房间   | 最大容量 | 面积  |
| ------ | -------- | ----- |
| 音乐厅 | 788      | 481m² |
| 舞厅   | 400      | 342m² |